# Dinar or
Pour les articles homonymes, voir Dinar.
Le dinar-or (arabe : ﺩﻳﻨﺎﺭ, DMG : dīnār) est une ancienne monnaie introduite par la dynastie des Omeyyades, en 77 AH (696-697) sous le règne du calife Abd Al-Malik.
Cette monnaie connaît une grande stabilité durant plus de sept siècles.
Elle prend la forme d'une pièce en or d'un poids de 1 mithqal pesant 4,25 grammes d'or à 22 carats, soit une teneur en or égale à 917 millièmes. Principale unité de compte, elle comprend des unités divisionnaires, dont le dirham d'argent,.

## Histoire
Sur le plan étymologique, le mot « dinar » vient du latin denarius, du denier romain, une petite monnaie d'argent. Le mot latin transita par le persan, dēnār, qui lui fait référence au denarius aureus, une monnaie d'or.

### Le dinar omeyyade

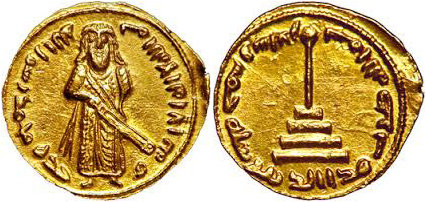
Recto et verso d'un dinar d'or de type arabo-sassanide frappé sous Abd Al-Malik en 680, avant le réforme : les inscriptions sont en arabe.

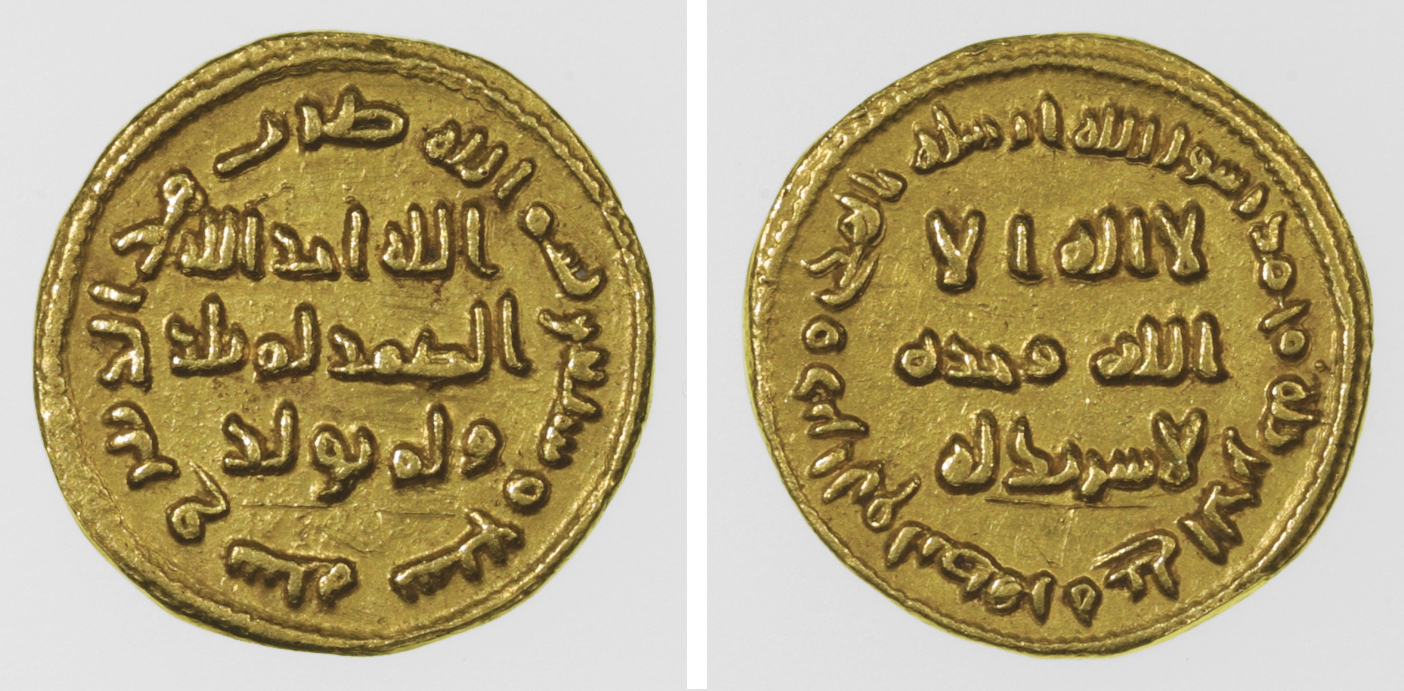
Recto et verso du dinar or post-réforme frappé en 77 AH (697) à Damas (Khalili Collections).

Territoires sur lesquels circulent le dinar, à l'apogée du Califat des Omeyyades.

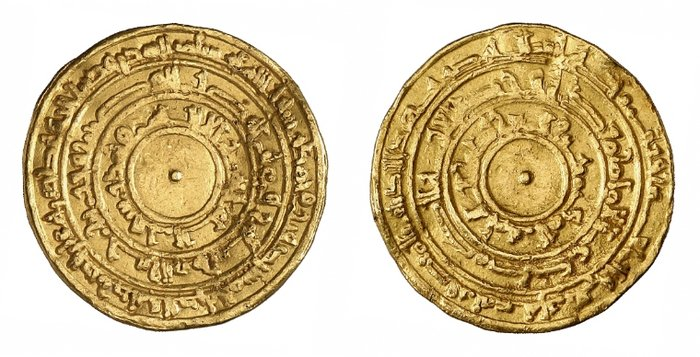
Dinar fatimides frappé sous Al-Muʿizz li-Dīn Allāh à Al-Mansuriya (Tunisie) en 955, d'un poids de 4,14 g.

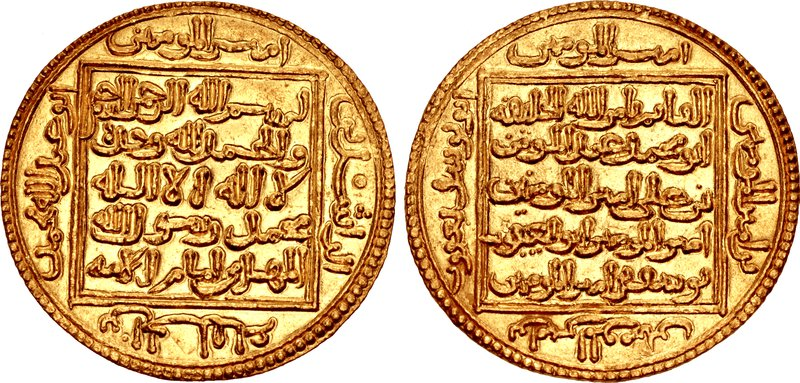
Dinar or frappé sous le calife Almohade Muhammad an-Nasir avant 1210 (recto et verso, poids de 4,64 g).

Jusqu'au califat d'Abd Al-Malik, la Oumma ne battait pas monnaie et utilisait la drachme (drachma ou drahm, donnant le mot dirham) sassanide et le solidus byzantin, ainsi que les pièces de monnaie frappées par les Himyars, originaire du sud de la péninsule Arabique. Les Sassanides ont en usage le dynr, sous Chapour Ier (vers 240-270), et cette monnaie semble correspondre à une pièce en or de près de 7 g. Sous les règnes de Kavad Ier (499-531) et Khosro Ier (531-579), de nombreux dinars en or sont frappés et circulent dans tout l'empire, et au-delà. Ces monnaies pré-islamiques en or sont nommées al-Ayn (العين, « œil »).
Mais cependant la monnaie servant de référence au système mis en place par les Omeyyades est bien le solidus byzantin, frappé sous le règne de Héraclius. À Constantinople en 613, le solidus d'or pèse exactement 4,25 g. Les premières frappes omeyyades semblent apparaître dans un atelier situé à Damas. Plus tard, sous le règne de Hâroun ar-Rachîd, en Égypte, en l'an 808, sont frappés des dinars d'or du même poids,.
D'abord, sur la base de la valeur du dinar, le dirham d'argent, équivalait à 2,97 grammes d'argent pur, soit les 7/10e du poids du dinar qui est de 4,25 g. Le calife Omar ibn al-Khattâb (634-644) aurait établi une relation exacte entre la masse des deux monnaies avec un ratio de 7:10 ; par ailleurs, l'once d'or omeyyades (uqiyyah) vaut pour 26,63 g d'or. Ibn Khaldoun, qui écrivait en période Hafsides, rapporte dans sa Muqaddima (« Introduction » de son ouvrage, Kitāb al-ʿibar), la tradition selon laquelle le mithqāl faisait 20 carats syriens (qīrāt), dont chacun équivalait à 0,2125 gramme, simplifiant la valeur du qīrāt de période pré-islamique. De ce fait, le rapport en l'or et l'argent n'est pas évident à comprendre. Est-il calculé en rapport à celui qui existait sous l'Antiquité tardive ? La réforme voulue par Abd Al-Malik et ses conseillers établit que l'argent métal et l'or métal sont produits selon un indice de pureté égale à 917 millièmes. Le rapport d'échange entre les deux métaux était tombé au 12e, voire au 14,40e dans l'Empire d'Orient. Les orfèvres musulmans sont alors capables de produire des métaux de grande pureté, le problème étant que de telles monnaies, si elles étaient fabriquées ainsi, se révèleraient fragiles, plus molles : en général, l'ajout de cuivre ou d'un autre métal permet de durcir le coin, mais cet ajout serait regardé comme contraire à la loi islamique. Cette problématique est soulevée par Al-Balâdhurî dans le Kitâb Futûh al-Buldân rédigé à Bagdad au IXe siècle, lequel explique que toutes les transactions (paiement des taxes, achats quotidiens, gros négoce, etc.) sont opérées par le biais d'une balance. Et Al-Balâdhurî d'expliquer que le nouveau dinar a été conçu en calculant le poids moyen des solidus d'or en circulation avant la réforme d'Abd Al-Malik, et de proposer un dinar à 20 carats d'or, et un dirham valant 1 carat d'or. Il est donc possible d'estimer le taux d'échange entre les deux métaux, et qu'il fallait au quotidien, 14 et 2/7e de dirhams d'argent pour 1 dinar or. Mais cette règle de conversion pose un problème : selon la loi islamique, on échange de l'or contre de l'or, et de l'argent métal contre de l'argent métal. De fait, au VIIIe siècle, selon que dans les régions sous contrôle du Califat des Omeyyades l'or et l'argent y soient plus ou moins abondant, les taux de conversion fluctuent : un dinar peut valoir 9, 14, voire 20 dirhams.

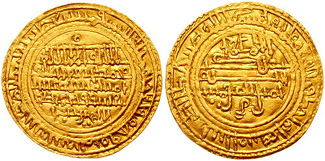
Dinar or des Almoravides pesant 4,18 g, frappé à Al Mariya en 531 AH (1138/9) sous le règne de Ali ben Youssef.

### Stabilité du dinar

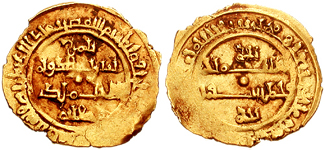
Tari (¼ de dinar, or, 0,95 g) : à l'avers, la sourate 9:33, au revers, en arabe : Par ordre de Robert le duc, le très glorieux souverain de Sicile.

L'expansion islamique a fait du dinar la monnaie d'or la plus importante au monde entre le VIIIe siècle et le XIIe siècle. Le dinar d'or des Fatimides, des Ayyoubides, des Almoravides et des Almohades finit par s'écarter du poids standard, on constate des variations situées entre 3,52 et 4,722 g.
Sur une période de 750 ans, le dinar a fait preuve d'une grande stabilité. Avec le début de la Renaissance en Europe, cependant, son importance a diminué — sauf en Afrique du Nord. Tout comme les Celtes imitaient les monnaies grecques et romaines, les dirigeants chrétiens d'Espagne, de Sicile et de Jérusalem imitèrent les monnaies arabes. Un exemple parmi d'autres est le tari, qui était utilisé en Sicile, à Malte et dans le sud de l'Italie et qui est fortement influencé par le ¼ de dinar arabe.
Le dinar est l'unité monétaire adoptée par la Horde d'or à partir du milieu du XIIIe siècle : il était divisé en pŭl de cuivre d'un poids de 1,5 g en moyenne, représentant 1⁄16e de dinar. La Horde ne frappa aucune pièce en or, mais une multitude de petits dirhams en argent d'un poids moyen de 1 g.

### Dévaluation du XVesiècle
En 1425, le dinar d'or de 4,25 g est remplacé par l'ashrafi (en), nom donné d'après Al-Malik al-Achraf Muzaffar ad-Din Musa, qui est une nouvelle pièce en or pesant 3,4 g, laquelle se veut l'équivalent sur le plan du commerce international, du sequin d'or vénitien. En 1477, l'Empire ottoman commence à frapper le soultani, qui pèse exactement le même poids que le sequin, soit 3,572 g d'or à 997 millièmes. Les Alaouites frappent des dinars d'or avec des poids similaires.
L'émergence de l'Empire ottoman, et d'une administration conséquente, engendrent une série de réformations après le règne de Mehmed II et jusqu'en 1560, qui tentent d'imposer l'akçe d'argent et le soultani d'or comme base du système monétaire impérial,.

### Le projet du dinar-or (2009)
En 2009, Kadhafi, alors président de l'Union africaine, appelait les pays africains à recréer le Dinar-Or afin de se passer du dollar pour leurs exportations de pétrole[réf. souhaitée], d'après des courriels déclassifiés entre Hillary Clinton et son conseiller Sidney Blumenthal. Cette monnaie aurait été appuyée par des réserves d'or d'une valeur de 7 milliards de dollars. Ce projet s'est heurté aux intérêts de l'Arabie saoudite.